# Tricentrus resectus
Tricentrus resectus är en insektsart som beskrevs av William Lucas Distant. Tricentrus resectus ingår i släktet Tricentrus och familjen hornstritar. Inga underarter finns listade i Catalogue of Life.